# مطار تشيفنغ يولونغ
مطار تشيفنغ يولونغ (إياتا: CIF، إيكاو: ZBCF) يقع في مدينة تشيفنغ في جمهورية الصين الشعبية. صنف مطار تشيفنغ يولونغ في المرتبة التاسعة والثمانون في الصين من حيث عدد الركاب عام 2011 وفقًا لإدارة الطيران المدني في الصين، حيث تعامل مع 304,642 راكب، وبلغ إجمالي حركة الطائرات (القادمة والمغادرة) 4,757 طائرة وقد بلغت كمية البضائع المنقولة عبر المطار 509 طن.

## شركات الطيران والوجهات
| شركـات طيـران            | الوجهات |
| ------------------------ | --- |
| خطوط العاصمة بكين الجوية | مطار هايكو ميلان الدولي، مطار شيجياتشوانغ تشنغدينغ الدولي |
| طيران الصين اكسبرس       | مطار باوتو دونغي، مطار داليان تشوشويزي الدولي، مطار إيرينهوت سايوسو الدولي |
| China United Airlines    | مطار بكين داشينغ الدولي، مطار شيجياتشوانغ تشنغدينغ الدولي |
| خطوط هاينان الجوية       | مطار شيجياتشوانغ تشنغدينغ الدولي |
| خطوط جونياو الجوية       | مطار هانغتشو شياوشان الدولي، مطار هاربين الدولي، مطار هويزهو بينجتان، مطار نانجينغ الدولي، مطار غينغادو جياودونغ الدولي، مطار شانغهاي بودنغ الدولي، مطار ونزهو يونجقيانج الدولي |
| خطوط شاندونغ الجوية      | مطار جينان الدولي |
| خطوط سوبارنا الجوية      | مطار شينزين باوان الدولي، مطار تشنغتشو الدولي |
| خطوط تيانجين الجوية      | مطار هايلار دونغشان، مطار تيانجين الدولي، مطار شيان شيانيانغ الدولي، مطار شيلينهوت                                                                                              |